# Pfarrkirche Niederthalheim

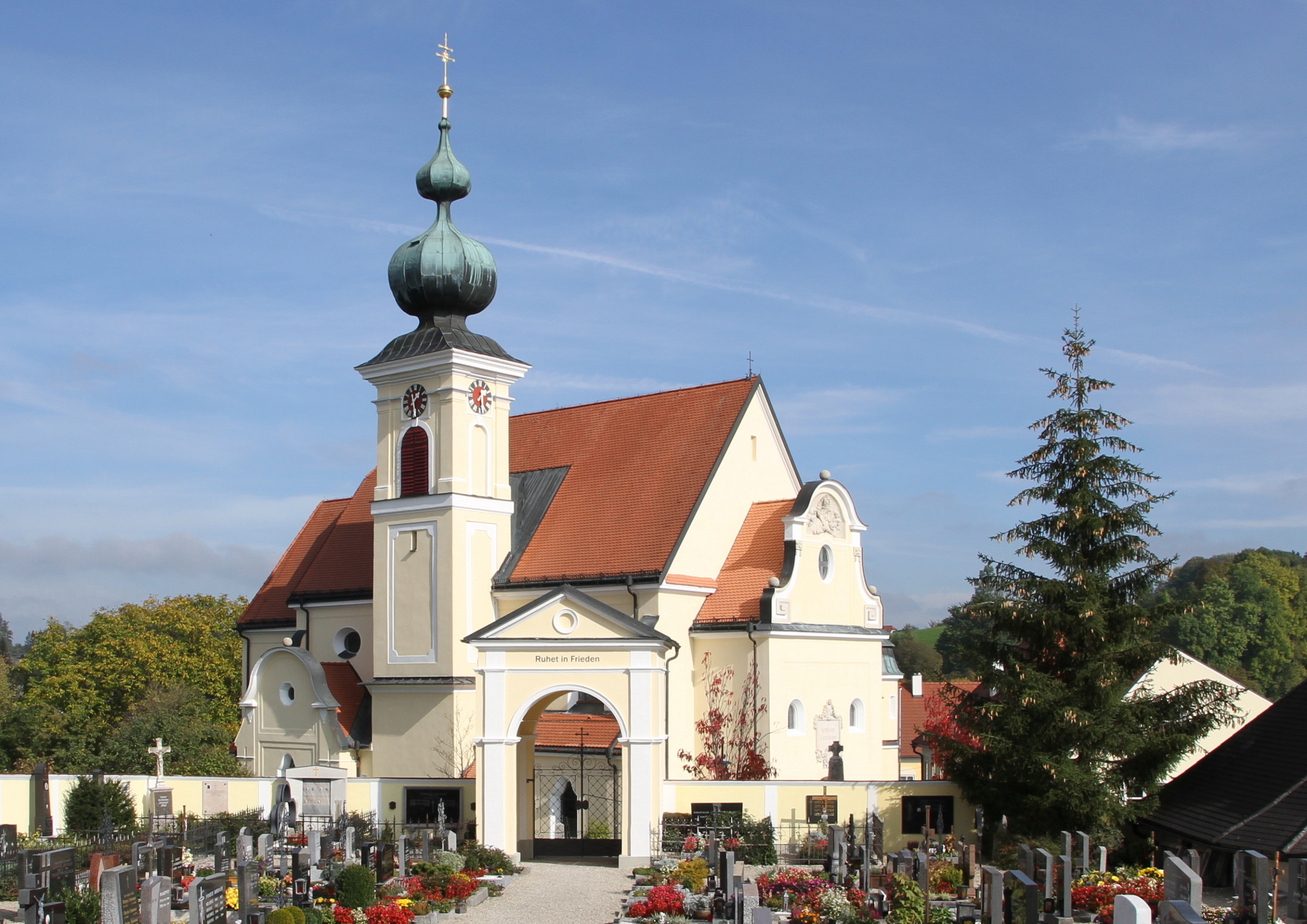
Kath. Pfarrkirche hl. Margareta in Niederthalheim

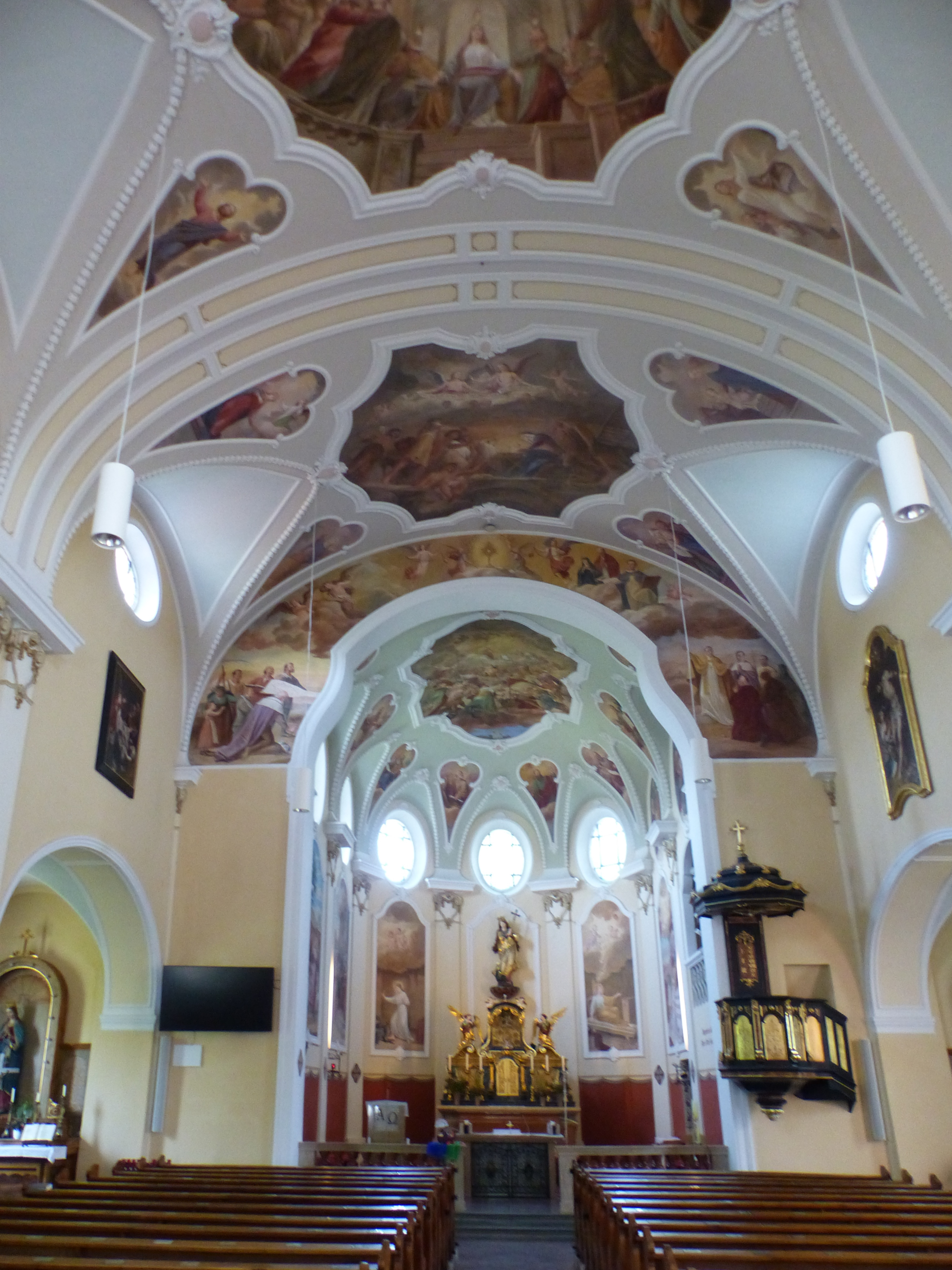
Innenraum, Blick zum Chor

Die römisch-katholische Pfarrkirche Niederthalheim steht im Ort Niederthalheim in der Gemeinde Niederthalheim im Bezirk Vöcklabruck in Oberösterreich. Die der heiligen Margareta geweihte Kirche gehört zum Dekanat Schwanenstadt in der Diözese Linz. Die Kirche und der Friedhof stehen unter Denkmalschutz.

## Geschichte
In einer Urkunde des Stiftes Lambach wird „Thalham“ 1414–1423 als Pfarrsprengel erwähnt. 1766 erhob das Passauer Ordinariat Niederthalheim zu einem selbstständigen Vikariat. Laut dem Taufbuch, das seit der Errichtung des Vikariats geführt wird, wurde die erste Kirche 1073 erbaut und mehrmals renoviert. Eine spätgotische Kirche wurde zum Ende des 15. Jahrhunderts erbaut. Da diese Kirche zu klein und baufällig war, wurde 1913 die Kirche vom Linzer Baumeister Friedrich Gangl im neubarocken Stil neu erbaut, indem ein neues Langhaus errichtet und dabei die Orientierung der Kirche um 90° gedreht wurde, sodass der frühere Chor nun eine Seitenkapelle bildet. Der Turm im Westen wurde ebenfalls beibehalten und kam an der linken Flanke der Kirche zu stehen. Am 28. Oktober 1913 weihte der Linzer Bischof Rudolf Hittmair die neue Kirche.

## Architektur
Von der spätgotischen Kirche ist als südliche Seitenkapelle der netzrippengewölbte Chor mit einem Fünfachtelschluss erhalten, sie wird als Taufkapelle genutzt. Der spätgotische, 33 m hohe Westturm wurde barockisiert und trägt einen Zwiebelhelm. Der Erweiterungsbau ist ein einschiffiges dreijochiges Langhaus mit einem eingezogenen Chor mit einem Fünfachtelschluss.

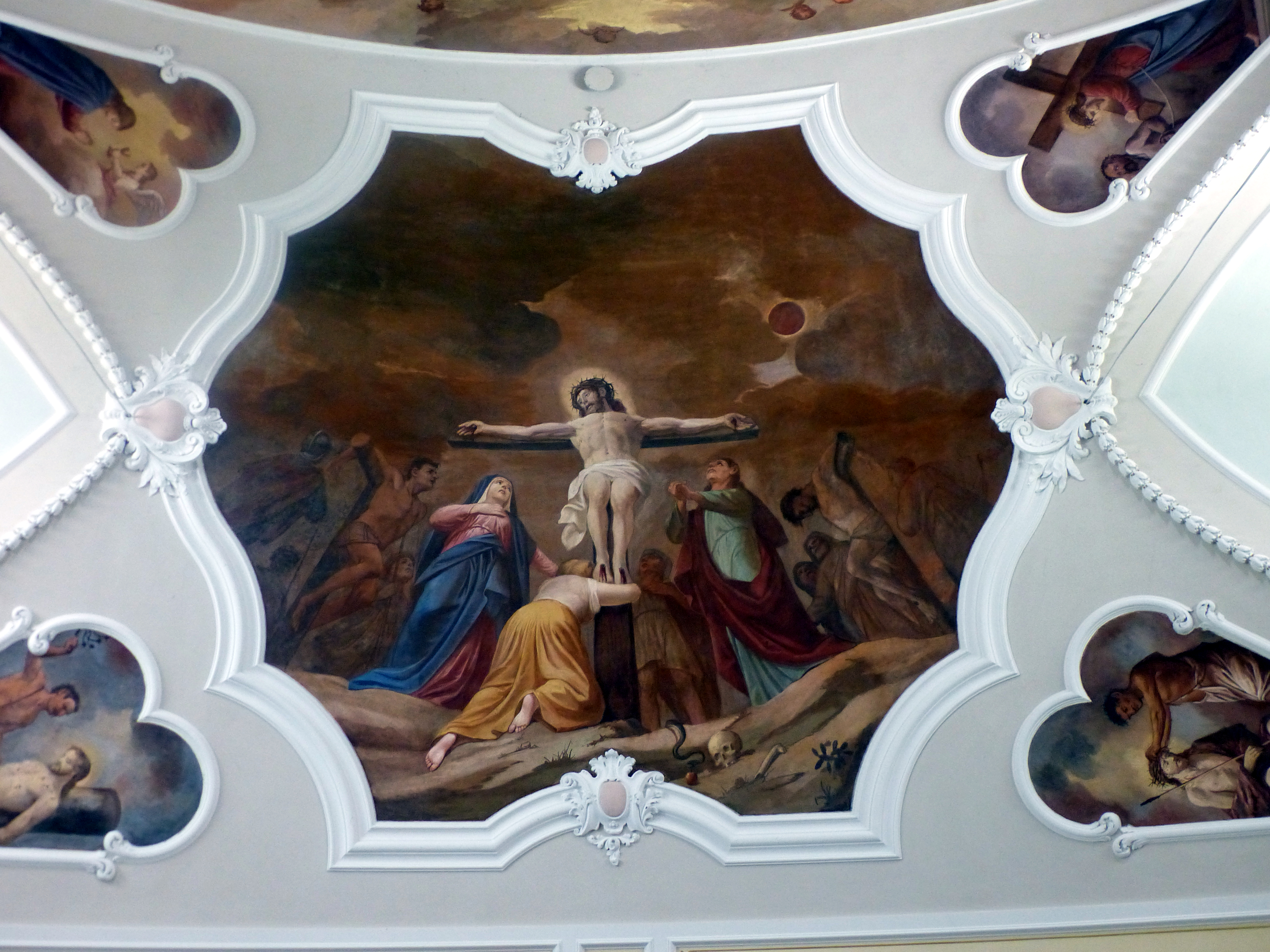
Deckenfresko im Langhaus: Darstellung des schmerzhaften Rosenkranzes mit der Kreuzigung im Mittelpunkt

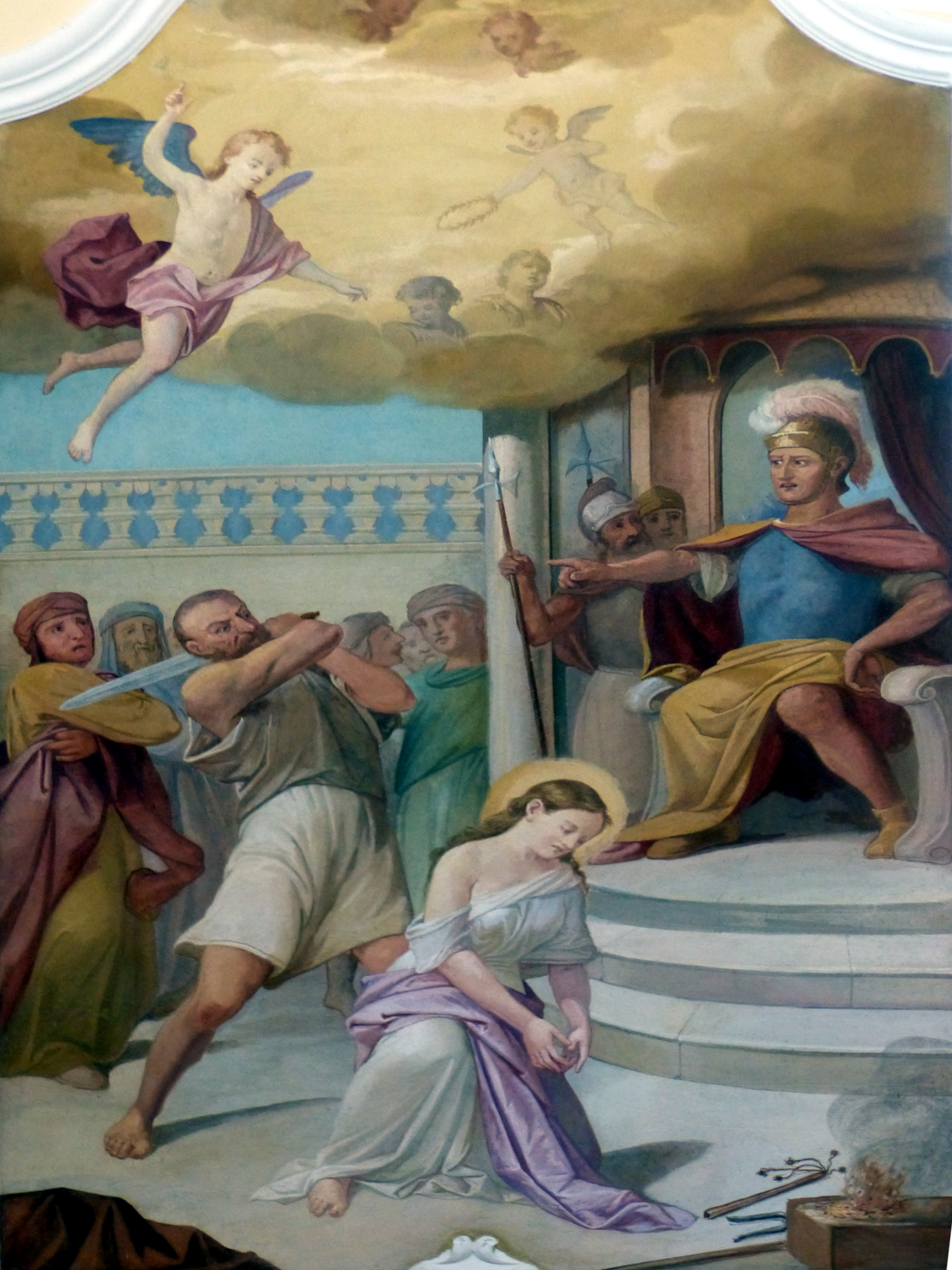
Wandfresko im Chor: Die hl. Margaretha wird zum Tod verurteilt

Der Innenraum zeigt sich seit der Renovierung 2012/13 in der ursprünglichen Raumfassung von 1913: der Chor in einem zarten Grün, die Wände des Langhauses in einem hellen Gelb, die Pilaster in Weiß und der Fond des Gewölbes in Beige. Wände und Gewölbe wurden 1919 von Andreas Strickner ausgemalt.
Am Gewölbe des Langhauses sind die 15 Rosenkranzgeheimnisse dargestellt, wobei um ein zentrales Motiv die vier weiteren gruppiert sind. Beim schmerzhaften Rosenkranz vor der Orgel sind um die Kreuzigung Christi sein Blutschwitzen am Ölberg, seine Geißelung, die Dornenkrönung und die Kreuztragung angeordnet.
Der glorreiche Rosenkranz zeigt um die Sendung des Heiligen Geistes die Auferstehung Christi, die Himmelfahrt Christi, die Aufnahme Mariens in den Himmel und die Krönung Mariens.
Beim freudenreichen Rosenkranz vor dem Chorbogen steht die Geburt Christi im Mittelpunkt, umgeben von der Verkündigung, dem Besuch bei Elisabeth, der Darstellung des Herrn und der Auffindung Jesu im Tempel. Der Bogen über der Orgelempore zeigt seitlich die hl. Cäcilia und König David als Patrone der Kirchenmusik sowie musizierende Engel.
Im Scheitel des Triumphbogens ist das Allerheiligste Sakrament in der Monstranz dargestellt, das von den hll. Juliana von Lüttich, Alfons von Liguori und Thomas von Aquin verehrt wird. Darunter stehen rechts Vertreter der geistlichen Stände: Papst, Kardinal, Bischof, Pfarrer und Ordensleute und links Repräsentanten weltlicher Stände: ein Fürst, der ein Gotteshaus stiftet, ein Baumeister, der es errichtet, ein Dichter, ein
Bauer, ein Soldat und eine Mutter mit Kind.
An der Chorwand sind Szenen aus dem Leben der Kirchenpatronin Margaretha zu sehen: Der römische Stadtpräfekt Olibrius verliebt sich in Margaretha, als er sie beim Schafehüten sieht und verfolgt sie, bei einem Verhör durch ihn bekennt sie ihren christlichen Glauben, im Gefängnis widersteht sie dem Bösen in Gestalt eines Drachen und Margaretha wird zum Tod durch das Schwert verurteilt. Die beiden Rundbilder der östlichen Seitenwand zeigen die Heilige Familie und das Letzte Abendmahl.
Das große Gewölbefresko im Chor zeigt über einer Darstellung der Niederthalheimer Kirche die vierzehn Nothelfer, darunter im Vordergrund die hl. Margaretha im Kampf mit dem Drachen, vor der Krönung Mariens durch die heilige Dreifaltigkeit. In den umgebenden Zwickelbildern sind die vier Evangelisten sowie die Apostel Petrus und Paulus dargestellt.
An der Westseite des Langhauses befindet sich über dem Turmeingang ein monumentales Fresko mit der Bergpredigt Jesu, darunter das gemalte Kriegerdenkmal für die im Ersten Weltkrieg Gefallenen der Gemeinde, gerahmt vom hl. Martin mit dem Bettler (links), und dem hl. Petrus, der von einem Engel aus dem Kerker befreit wird (rechts).

## Ausstattung

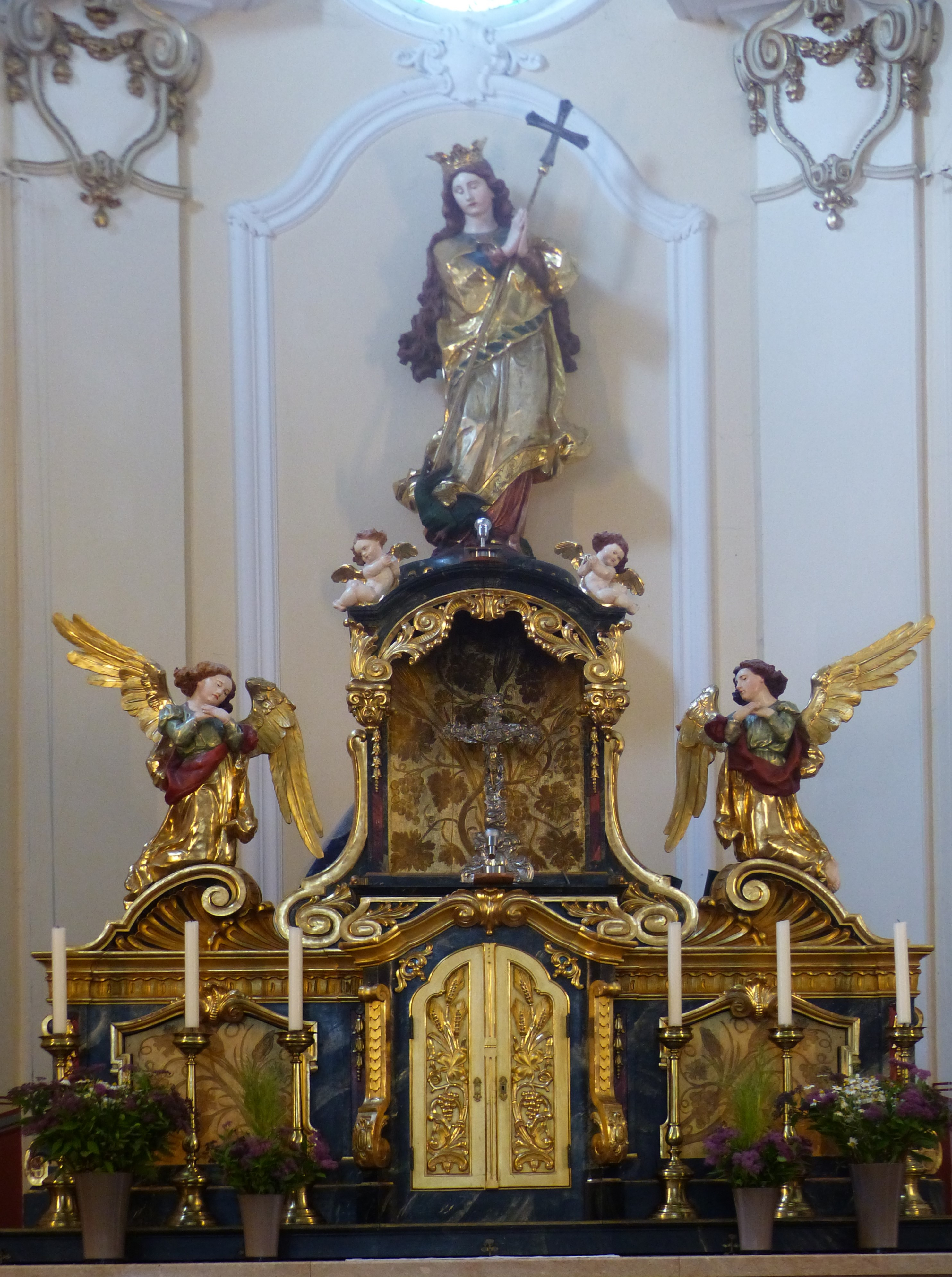
Hochaltar

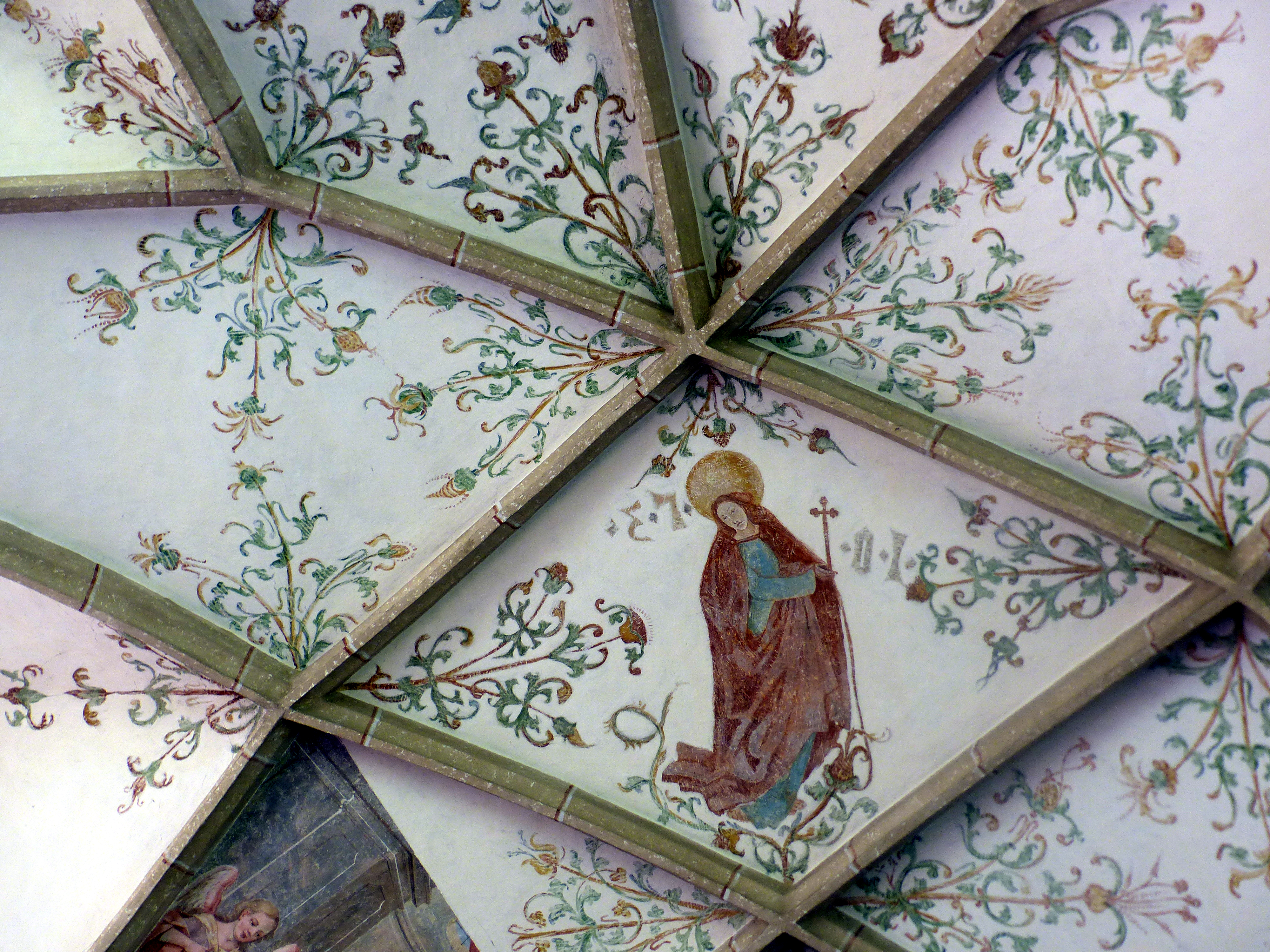
Gewölbe der Taufkapelle

Der neubarocke Hochaltar aus der Werkstatt Ludwig Linzingers wurde 1927 geweiht. Er trägt eine Statue der hl. Margaretha, die nach dem Vorbild von Darstellungen des hl. Michael den Teufel in Gestalt eines Drachen mit einer Kreuzlanze besiegt. Der frühere Hochaltar aus dem Ende des 17. Jahrhunderts wurde zunächst in die Taufkapelle übertragen und 1958 verkauft und in der Pfarrkirche Bad Goisern aufgestellt.
Volksaltar und Ambo wurden von Konrad Fruhwirth (Steinmetzarbeiten) und Bernhard Grill (Schmiedearbeiten) gestaltet und 2013 geweiht.
Die Seitenaltäre in den beiden kleinen Kapellen neben dem Chorbogen stammen aus dem Jahr 1891. Sie zeigen in einer einfachen Rundbogennische eine Statue der Immaculata (links) und des hl. Josef (rechts) aus dem zweiten Drittel des 19. Jahrhunderts.
Die neubarocke Kanzel an der rechten Seite des Chorbogens stammt aus der Erbauungszeit der Kirche.
Im Kirchenschiff hängen zwei barocke Ölgemälde, links die Beweinung und Grablegung Christi von T. Langerse (1674), rechts die Pflege des verwundeten hl. Sebastian durch die hl. Irene von P. Stainen (1776).
Auf der rechten Seite des Langhauses öffnet sich die Taufkapelle, der spätgotische Chor des vorherigen Kirchenbaus. Sie weist ein von Konsolen aufsteigendes Netzrippengewölbe mit  vegetabiler Malerei auf. 1962 wurde am Gewölbe ein gotisches Fresko der hl. Margaretha freigelegt, bei der Renovierung 2012/13 kam ein barockes Fresko des Evangelisten Matthäus aus dem 1. Drittel des 18. Jahrhunderts zum Vorschein. Über dem Altar befindet sich eine 1978 angeschaffte Herz-Jesu-Statue. Die vier Fenster der Taufkapelle zum Thema Berufung wurden 2013 von Birgit Habenberger, Renate Lidauer und Rosina Schlager entworfen und in der Glasmalerei des Stiftes Schlierbach ausgeführt.

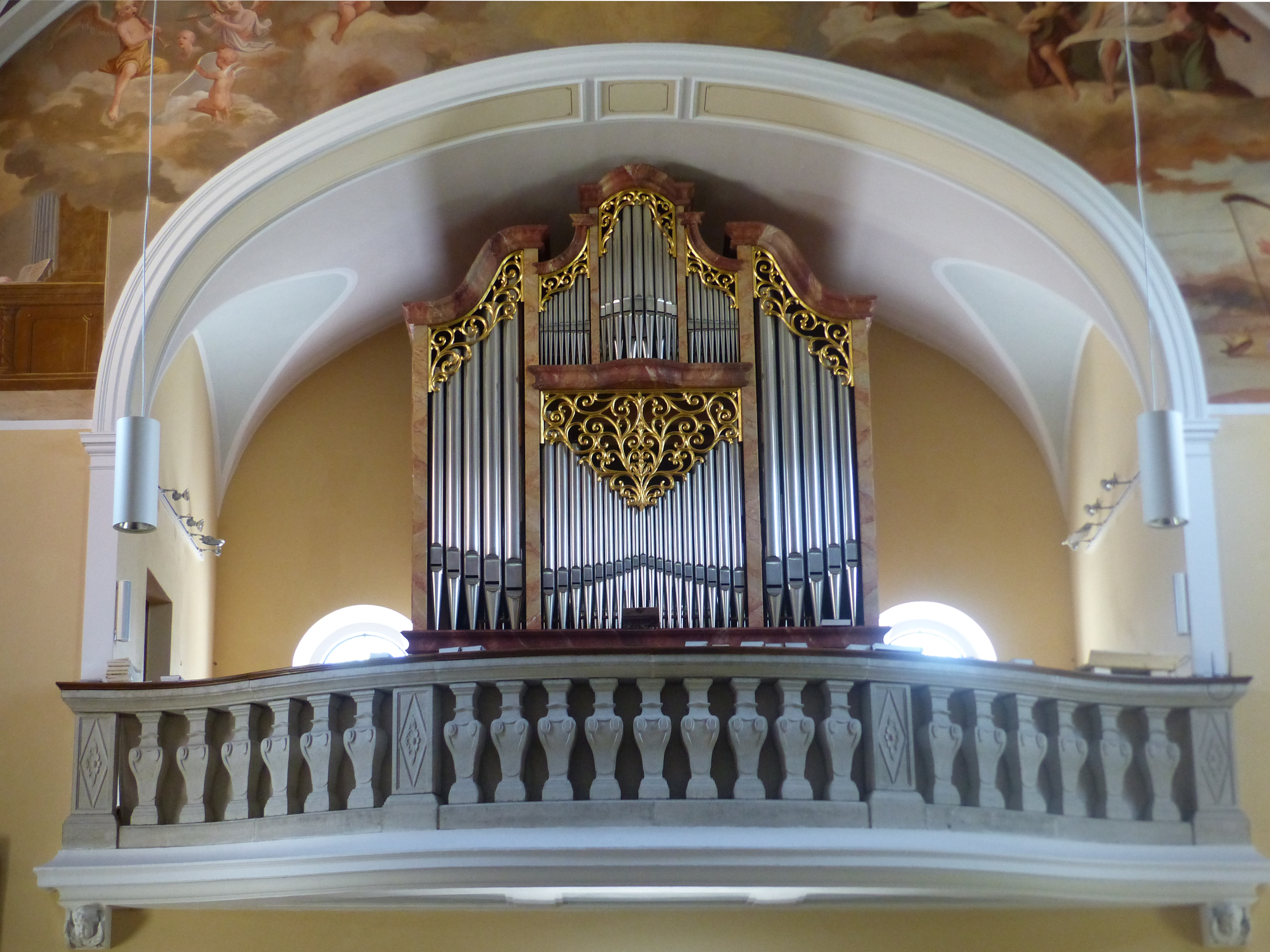
Orgel

Die Orgel wurde 1914 von Albert Mauracher gebaut. Diese wurde 2002 durch ein Instrument mit zwei Manualen und 21 Registern von Andreas Kaltenbrunner ersetzt.
Die vier Glocken mussten 1942 für Kriegszwecke abgeliefert werden. Nach dem Krieg wurden vier neue Glocken von der Glockengießerei St. Florian gegossen und 1947 geweiht: die St.-Josef-Glocke (Es, 181 kg), die Herz-Jesu-Glocke (C, 282 kg), die Marienglocke (B, 406 kg) und die Margareta-Glocke (G, 720 kg).